# Auris (Band)
Auris ist eine Pop/Rock-Formation aus der österreichischen Stadt Graz.

## Geschichte
Die Band wurde 2006 in Graz gegründet. Ihr erster Name (vor 2006) war „Weed“ und ihre Musik ging damals noch mehr in die Richtung Akustik-Rock-Funk, aber es waren auch schon Ansätze zum Pop und Latin erkennbar. Erster Erfolg der Band war ein Auftritt bei Radio Steiermark in der Sendung Steirereck. Sie nahmen dafür im ORF-Landesstudio Steiermark die ersten Tracks auf. Danach ließen sie ihren Musikstil einige Zeit reifen um 2006 unter dem Namen „Auris“ ihr erstes Album Zarte Versuchung zu veröffentlichen, welches im UCI Graz präsentiert wurde. Erwähnenswert ist das sogenannte „Sense bag“, welches eigens von Dieter Czerny entwickelt wurde, um die Musik „mit allen Sinnen“ erlebbar zu machen. Diese Idee gab der Band auch den Untertitel: „Musik für alle Sinne“. Ein Jahr später wurden zwei neue Alben veröffentlicht: Farbe ganz in Deutsch und ABC ganz in Englisch, diesmal im Kunsthaus Graz. 2008 veröffentlichten sie ihre erste Single More Than Fantasies. Der Song wurde im Oktober 2008 von dem österreichischen Privat-Radiosender Antenne Steiermark vorgestellt und live von der Band präsentiert, im Rahmen der Sendung wurde außerdem das erste animierte Musikvideo What Can I Do vorgestellt. Das Video und die Single wurden 2008 auf der Musik Expo Wien sowie auf der Popkomm gespielt.
2008, 2007 und 2006 wurde Auris für den Austrian Newcomer Award nominiert und im Februar 2008 wurde die Band, nach zwei Vorrunden, zum Publikumssieger des österreichischen Star-of-the-Bar-Bandwettbewerbes gewählt.

## Engagement
Die Band engagierte sich 2007 für das Projekt „Schwarz Weiss“ zugunsten missbrauchter Kinder und schrieb dafür das Lied Nimm die Hände weg, das auf dem Sampler Wos ned sein deaf erschienen ist. 2008 spielten sie ein Benefizkonzert zusammen mit Hansi Lang, Ernst Molden, Beckermeister und Vitruv zugunsten des Projekts.
Bei jedem Konzert werden Spendenboxen aufgestellt, um Organisationen wie Greenpeace, Amnesty International, WWF und Menschen für Menschen zu unterstützen.
Außerdem unterstützt Auris die Lebenshilfe Weiz sowie die Pfadfinder mit Konzerten.

## Diskografie

### Singles
- 2008: More Than Fantasies

### Alben
- 2006: Zarte Versuchung
- 2007: Farbe
- 2007: ABC
- 2008: More Than Fantasies

### Sampler
- 2007: MusikVonHier#2 (Huge music / Sony BMG)
- 2007: Hitpack New Pop#3 (EMG / edel SE)
- 2007: Wos ned sei deaf - Nimm die Haende weg
- 2007: Positively music sampler
- 2008: Public music experience, high scores 2007 (Musikdirektion)
- 2008: La sena de la communidad vol.3
- 2008: office4music vol.1 (Huge music / Sony BMG)
- 2008: La sena de la communidad vol.4
- 2009: Check-it Compilation vol.3 (Check-it Magazin)

## Videos
- 2006: Sweet Temptation
- 2007: Farbe
- 2007: ABC
- 2008: What Can I Do